# Mutation Nation
Mutation Nation est un jeu vidéo du type beat them all développé et édité par SNK en 1992 sur Neo-Geo MVS, Neo-Geo AES et en 1995 sur Neo-Geo CD (NGM 014),,.

## Scenario
En l'an 2050, un scientifique fou a été mis aux arrêts par ses supérieurs après avoir conduit des expériences biologiques bizarres. Cependant peu après, son labo a explosé et le scientifique lui-même disparu mystérieusement. De nos jours, sept années plus tard il y a de nouveaux bâtiments au sommet de la décharge oubliée, là ou les expériences ont pris place et soudainement un virus génétique a commencé à se répandre parmi les habitants, les transformant ainsi en mutants vicieux. Deux jeunes combattants de la ville du coin, Ricky Jones et Johnny Hart, reviennent en ville après s'être absentés pendant un long moment et en voyant le chaos qui se produit, ils décident de nettoyer la ville avant que les mutants se répandent partout dans le pays. Tout au long du chemin ils rencontreront non seulement des mutants mais aussi des ennemis mécaniquement modifiés (des cyborgs) que le scientifique fou a créés pour les arrêter.

## Système de jeu
Le joueur dirige un personnage dans un beat them all en 2D vu de profil (avec gestion de la profondeur de champ), qui doit combattre des hordes d'ennemis. Deux boutons sont disponibles : le premier sert à frapper et le second à sauter, la combinaison des deux permet de faire un uppercut.
À cela s'ajoute une attaque spéciale qui entame la jauge de vie. D'autres coups spéciaux sont disponibles en ramassant des bonus (quatre au total) ceux-ci viennent remplacer l'attaque spéciale de base, ils sont plus puissants, plus impressionnants et ne consomment pas de vie.
Il existe deux personnages jouables mais aucun choix n'est possible dans le jeu, les héros étant liés soit au premier, soit au second joueur. Pour choisir son personnage il faut donc démarrer le jeu du bon côté de la borne ou avec la manette de jeu lié au héros de son choix.
Le jeu est constitué de six niveaux, le joueur doit battre un boss à la fin de chacun d'entre eux.